# Kan-čou
Kan-čou (čínsky pchin-jinem Gànzhōu, znaky zjednodušené 赣州, tradiční 贛州) je městská prefektura v provincii Ťiang-si Čínské lidové republiky. Prefektura má rozlohu 39 364 čtverečních kilometrů a roku 2020 zde žilo téměř devět milionů obyvatel,

## Historie
Roku 201 př. n. l. císař Kao-cu na území dnešní prefektury Kan-čou založil okres. V těchto raných dobách bylo čínské osídlení a moc čínských úřadů minimální a prakticky omezené na údolí řeky Kan. Řeka, vlévající se do Jang-c'-ťiang skrze jezero Pcho-jang byla hlavní komunikační osou stejně jako základem zavlažovací sítě nutné pro pěstování rýže.
Za dynastie Suej byl okresní úřad povýšen na prefekturu a území dostalo název Čchien-čou (虔州). Za dynastie Sung přistěhovalci ze severu razantně navýšili počet obyvatel a zatlačili místní kmeny do hor. Migrace zesílila zvláště po pádu sungské metropole Kchaj-fengu. Poté (za jižních Sungů) bylo jméno města a prefektury změněno na Kan-čou.
V mingské éře bylo známé výrobou indiga. Koncem 19. století se Kan-čou stalo jedním z měst otevřených pro zahraniční obchod. Mezi roky 1929 a 1934 patřilo k ťiangsiské základně Komunistické strany Číny, vzhledem k blízkosti Žuej-ťinu, sídla komunistické správy, bylo cílem kuomintangských útoků.

## Administrativní členění
Městská prefektura Kan-čou se člení na osmnáct celků okresní úrovně, a sice tři městské obvody, dva městské okresy a třináct okresů.
| Čang-kung Nan-kchang Kan-sien městský okres · Žuej-ťin městský okres · Lung-nan okres · Jü-tu okres · Sing-kuo okres · Ning-tu okres · Š’-čcheng okres · Chuej-čchang okres · Sün-wu okres · An-jüan okres · Ting-nan okres · Čchüan-nan okres · Sin-feng okres · Ta-jü okres · Čchung-i okres · Šang-jou |        |                       |                    |                                  |
| Název | Název  | Počet obyvatel (2020) | Rozloha km² (2020) | Hustota zalidnění (obyv. na km²) |
| český přepis | znaky  | Počet obyvatel (2020) | Rozloha km² (2020) | Hustota zalidnění (obyv. na km²) |
| Městské obvody |        |                       |                    |                                  |
| Čang-kung | 章贡区 | 1 123 276             | 592                | 1 896                            |
| Nan-kchang | 南康区 | 888 474               | 1 741              | 510                              |
| Kan-sien | 赣县区 | 576 310               | 2 990              | 193                              |
| městské okresy |        |                       |                    |                                  |
| Žuej-ťin | 瑞金市 | 613 894               | 2 442              | 251                              |
| Lung-nan | 龙南市 | 319 166               | 1 647              | 194                              |
| Okresy |        |                       |                    |                                  |
| Jü-tu | 于都县 | 905 439               | 2 892              | 313                              |
| Sing-kuo | 兴国县 | 715 149               | 3 215              | 222                              |
| Ning-tu | 宁都县 | 702 394               | 4 049              | 174                              |
| Š’-čcheng | 石城县 | 283 182               | 1 568              | 181                              |
| Chuej-čchang | 会昌县 | 451 513               | 2 711              | 167                              |
| Sün-wu | 寻乌县 | 280 219               | 2 350              | 119                              |
| An-jüan | 安远县 | 346 435               | 2 348              | 148                              |
| Ting-nan | 定南县 | 209 914               | 1 323              | 158                              |
| Čchüan-nan | 全南县 | 169 503               | 1 536              | 110                              |
| Sin-feng | 信丰县 | 673 763               | 2 861              | 236                              |
| Ta-jü | 大余县 | 264 995               | 1 350              | 196                              |
| Čchung-i | 崇义县 | 177 831               | 2 207              | 81                               |
| Šang-jou | 上犹县 | 268 557               | 1 542              | 174                              |
| |        |                       |                    |                                  |
| Celkem | Celkem | 8 970 014             | 39 364             | 228                              |

## Partnerská města
- McAllen, Texas, USA; od roku 1994
- Roissy-en-France, Francie; od roku 2008[4]
- Freetown, Sierra Leone; od roku 2008
- Brunswick, Georgie, USA; od roku 2008